# István Kovács (Ringer)
István Kovács (* 27. Juni 1950 in Nádudvar, Komitat Hajdú-Bihar) ist ein ehemaliger ungarischer Ringer. Er war Weltmeister 1979 im freien Stil im Mittelgewicht.

## Werdegang
István Kovács begann als Jugendlicher mit dem Ringen und wurde nach ersten Erfolgen zum ungarischen Spitzenclub Csepel SC delegiert. Dort entwickelte er sich zu einem der besten Freistilringer Ungarns, der auch auf der internationalen Ringermatte viele Erfolge einheimste. In Ungarn stand er zunächst noch im Schatten der Routiniers Géza Hollósi und Károly Bajkó, ab 1972 bestimmte er aber das Geschehen im ungarischen Freistilringen im Mittelgewicht.
Ab diesem Zeitpunkt startete er regelmäßig bei den internationalen Meisterschaften, immer im Mittelgewicht, der Gewichtsklasse, die damals bis 82 kg Körpergewicht reichte. Seinen Einstand gab er dabei bei den Olympischen Spielen 1972 in München. Er kam dort aber nur zu einem Sieg über den Kanadier Taras Hyb und schied nach Niederlagen gegen Tömöriin Artag aus der Mongolei und den Leipziger Horst Stottmeister frühzeitig aus. Er landete dabei auf dem 14. Platz.
Seine beste Platzierung in den Jahren nach 1972 erreichte er mit einem 4. Platz bei der Europameisterschaft 1974 in Madrid. Bei der Weltmeisterschaft 1975 in Minsk kam er auf den 7. Platz. Dabei unterlag er u. a. auch Adolf Seger aus Freiburg im Breisgau, der bei dieser Weltmeisterschaft den Titel gewann. Im Jahre 1976 kam er bei der Europameisterschaft in Leningrad nach einer neuerlichen Niederlage gegen Adolf Seger auf den 5. Platz. Er nahm in diesem Jahr in Montreal auch zum zweiten Mal an Olympischen Spielen teil und belegte dort nach zwei Siegen und zwei Niederlagen den 7. Platz.
Im Jahr 1977 gewann István Kovács dann seine erste Medaille bei einer internationalen Meisterschaft. Er belegte bei der Weltmeisterschaft in Lausanne im Mittelgewicht hinter Adolf Seger und Magomedchan Arazilow aus der Sowjetunion den 3. Platz. Interessanterweise verhalf er dabei mit seinem völlig überraschenden Sieg über Arakilow im letzten Kampf der Mittelgewichtskonkurrenz Adolf Seger zum WM-Titel. Für István Kovács war dieser Sieg bedeutungslos, denn er wäre auch ohne diesen Sieg Dritter geworden, für Arakilow aber, der Adolf Seger besiegt hatte, bedeutete die Niederlage den Verlust des WM-Titels.
Im Jahre 1978 schrammte István Kovács mit einem 5. Platz bei der Europameisterschaft in Sofia und einem 4. Platz bei der Weltmeisterschaft in Mexiko-Stadt beide Male knapp an einer Medaille vorbei. Bei beiden Veranstaltungen verlor er dabei u. a. auch wieder jeweils gegen Adolf Seger.
Zum erfolgreichsten Jahr in seiner Laufbahn wurde für István Kovács dann das Jahr 1979. Er gewann bei der Europameisterschaft in Budapest mit fünf Siegen und einer Niederlage gegen den sowjetischen Sportler Alexander Alexejew die EM-Silbermedaille. Erstmals gelang ihm dabei auch ein Sieg über Adolf Seger. Bei der Weltmeisterschaft 1979 in San Diego war er noch erfolgreicher, denn mit Siegen über Ismail Abilow aus Bulgarien, Magomedchan Arazilow, Michael Busse aus Polen und Dsewegiin Düwtschin aus der Mongolei wurde er trotz einer Niederlage gegen den Olympiasieger von 1972 John Peterson aus den Vereinigten Staaten Weltmeister.
Im Jahre 1980 startete er nur bei den Olympischen Spielen in Moskau. Ihm gelangen dort zwar fünf Siege, die entscheidenden Kämpfe um die Vergabe der Medaillen verlor er aber gegen Ismail Abilow und Magomedchan Arazilow. Er gewann aber immerhin noch die Bronzemedaille.
Nach einem 6. Platz bei der Weltmeisterschaft 1981 in Skopje beendete er seine internationale Laufbahn. Er rang aber auf nationaler Ebene noch weiter und rang als über Fünfunddreißigjähriger noch einige Jahre erfolgreich für den AC Bavaria Goldbach in der deutschen Bundesliga.

## Internationale Erfolge
| Jahr | Platz  | Wettbewerb                                    | Gewichtsklasse | |
| 1972 | 3.     | Turnier in Bukarest                           | Mittel         | hinter Vasile Iorga, Rumänien u. Andras Deak, Ungarn |
| 1972 | 14.    | OS in München                                 | Mittel         | mit einem Sieg über Taras Hyb, Kanada u. Niederlagen gegen Tömöriin Artag, Mongolei u. Horst Stottmeister, DDR                                                                      |
| 1974 | 4.     | EM in Madrid                                  | Mittel         | mit Siegen über Juan Cechini, Spanien, Alois Peng, Schweiz u. Iannis Karageorgiou, Griechenland u. Niederlagen gegen Wiktor Nowoschilow, UdSSR u. Petko Zaberski, Bulgarien         |
| 1974 | 10.    | WM in Istanbul                                | Mittel         | mit einem Sieg über George Gregory, USA u. Niederlagen gegen Wiktor Nowoschilow u. Schukri Ljutwiew, Bulgarien                                                                      |
| 1975 | 7.     | WM in Minsk                                   | Mittel         | mit Siegen über Mohammad-Reza Ejrud, Iran u. Arnost Böhm, Tschechoslowakei u. Niederlagen gegen Adolf Seger, BRD u. Vasile Iorga                                                    |
| 1976 | 5.     | EM in Leningrad                               | Mittel         | mit Siegen über Kurt Elmgren, Schweden u. Jimmy Martinetti, Schweiz u. Niederlagen gegen Wiktor Nowoschilow und Adolf Seger                                                         |
| 1976 | 7.     | OS                                            | Mittel         | mit Siegen über Mohammad-Hassan Mohebi, Iran u. Manuel Villapol, Puerto Rico u. Niederlagen gegen John Peterson (Ringer), USA u. Mehmet Uzun, Türkei                                |
| 1977 | 6.     | EM in Bursa                                   | Mittel         | mit einem Sieg über Jarmo Övermark, Finnland u. Niederlagen gegen Ismail Abilow, Bulgarien u. Jan Gorski, Polen                                                                     |
| 1977 | 3.     | WM in Lausanne                                | Mittel         | mit Siegen über Ismail Abilow, Jarmo Övermark, Jan Gorski u. Magomedchan Arazilow, UdSSR u. Niederlagen gegen Mehmet Uzun u. Adolf Seger                                            |
| 1978 | 5.     | EM in Sofia                                   | Mittel         | mit Siegen über Armin Weyer, DDR u. Henryk Mazur, Polen u. Niederlagen gegen Adolf Seger u. Schukri Ljutwiew                                                                        |
| 1978 | 4.     | WM in Mexiko-Stadt                            | Mittel         | mit Siegen über Tibor Sereghely, Rumänien, Fernando Goldschmied, Mexiko, Henryk Mazur u. Jimmy Martinetti u. Niederlagen gegen Magomedchan Arazilow u. Adolf Seger                  |
| 1979 | 2.     | EM in Bukarest                                | Mittel         | mit Siegen über Günter Bussarello, Österreich, Tibor Sereghely, Henryk Mazur, Reşit Karabacak, Türkei u. Adolf Seger u. einer Niederlage gegen Alexander Alexejew, UdSSR            |
| 1979 | 1.     | „Werner-Seelenbinder“-Turnier in Leipzig      | Mittel         | vor Peter Syring u. Günter Rieger, bde. DDR |
| 1979 | 1.     | WM in San Diego                               | Mittel         | mit Siegen über Ismail Abilow, Magomedchan Arazilow, Michael Busse, Polen u. Dsewegiin Düwtschin, Mongolei, trotz einer Niederlage gegen John Peterson                              |
| 1980 | 3.     | Grosser Preis der BRD in Freiburg im Breisgau | Mittel         | hinter Magomedchan Arazilow u. Adolf Seger |
| 1980 | Bronze | OS in Moskau                                  | Mittel         | mit Siegen über Günter Bussarello, Zache Ndock, Kamerun, Abdula Memedi, Jugoslawien, Dsewegiin Düwtschin u. Henryk Mazur u. Niederlagen gegen Ismail Abilow u. Magomedchan Arazilow |
| 1981 | 6.     | WM in Skopje                                  | Mittel         | mit Siegen über Alfred Sutter, BRD u. Leszek Ciota, Polen u. Niederlagen gegen Christopher Campbell, USA u. Grigori Danko, UdSSR                                                    |

## Ungarische Meisterschaften
István Kovács wurde 1970, 1974, 1975, 1976, 1977, 1978, 1979, 1980, 1981, 1982 u. 1984 ungarischer Meister im freien Stil im Mittelgewicht.